# Guan Hanqing
Guan Hanqing (1241–1320, båda årtalen osäkra), var en kinesisk dramatiker som huvudsakligen verkade i Yuandynastins huvudstad Dadu (nuvarande Peking). Han räknas som en av de fyra stora dramatikerna från Yuan och skrev omkring 65 pjäser varav 14 har överlevt till idag. Dessa inkluderar:
- 竇娥冤 Dou E Yuan
- 救風塵 Jiu Fengchang
- 單刀會 Dandao Wei
- 拜月亭 Baiyue Ting

Nedslagskratern Kuan Han-ch'ing på planeten Merkurius är uppkallad efter honom.

## Verk i översättning
- Guan, Hanqing (1958) (på engelska). Selected plays of Kuan Han-ching. Shanghai: New art and literature publ. house. Libris 8133448